# 울진남부초등학교
울진남부초등학교(蔚珍南部初等學校)는 대한민국 경상북도 울진군에 있는 초등학교이다.

## 학교 연혁
- 1968.10.22 울진남부초등학교 개교
- 1969.03.03 6학급 편성
- 1981.03.02 병설유치원 개원
- 2005.11.28 꿈밭 도서관 개관
- 2012.09.01 제14대 노성렬 교장선생님 부임
- 2015.02.12 제45회 졸업식(졸업생수 37명, 총 3137명)

## 참고 자료
- 울진남부초등학교 - 한국교육학술정보원 학교알리미